# Carmen (Théophile Gautier)
Pour les articles homonymes, voir Carmen.
Carmen est un poème publié en 1852 par Théophile Gautier.
Il s'inscrit dans le recueil Émaux et Camées.

## Texte
Carmen est maigre - un trait de bistre
Cerne son œil de gitana ;
Ses cheveux sont d'un noir sinistre ;
Sa peau, le diable la tanna.
Les femmes disent qu'elle est laide,
Mais tous les hommes en sont fous ;
Et l'archevêque de Tolède
Chante la messe à ses genoux ;
Car sur sa nuque d'ambre fauve
Se tord un énorme chignon
Qui, dénoué, fait dans l'alcôve
Une mante à son corps mignon,
Et, parmi sa pâleur, éclate
Une bouche aux rires vainqueurs,
Piment rouge, fleur écarlate,
Qui prend sa pourpre au sang des cœurs.
Ainsi faite, la moricaude
Bat les plus altières beautés,
Et de ses yeux la lueur chaude
Rend la flamme aux satiétés.
Elle a dans sa laideur piquante
Un grain de sel de cette mer
D'où jaillit nue et provocante,
L'âcre Vénus du gouffre amer.